# Kostel svaté Markéty (Zvole)

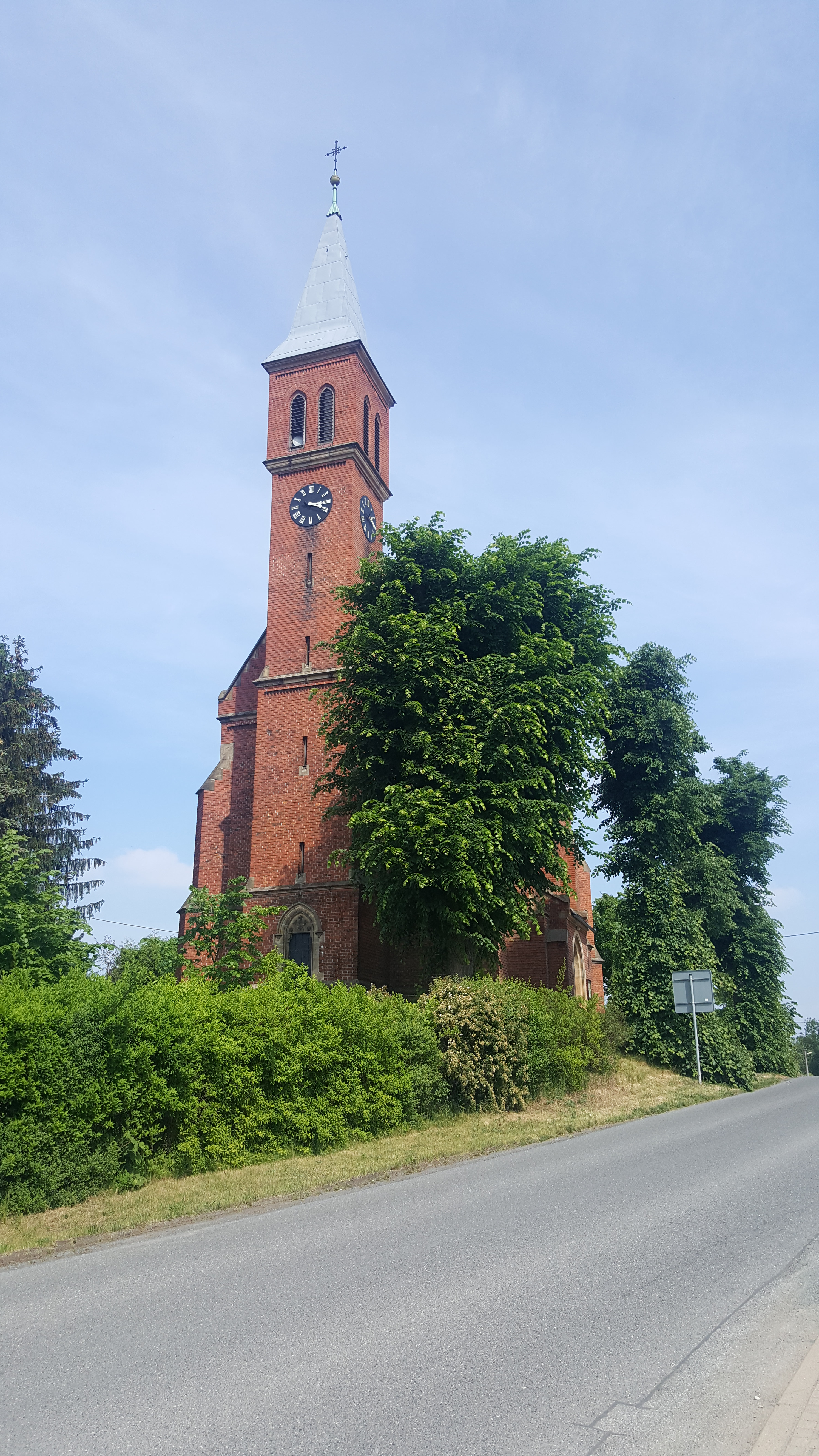
Kostel sv. Markéty ve Zvoli

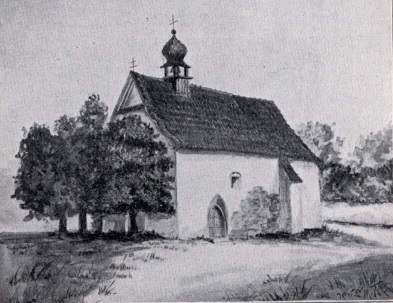
Původní kostel ve Zvoli

Kostel svaté Markéty je dominantou a kulturní památkou ve Zvoli. V současné době je kostel ve vlastnictví katolické církve – Římskokatolické farnosti Praha-Zbraslav.

## Historie
Kostel v pseudogotickém stylu byl postaven v letech 1892–1894. Architekt nynějšího kostela je Josef Mocker. První kostel stojící na místě stávajícího kostela, o kterém jsou dochované záznamy, byl dřevěný a postavený okolo roku 1267 spolu se založením obce Zvole. Původní kostel byl několikrát přeměněn. Nejprve byl regotizovaný a poté barokně přestaven. Následně roku 1875 byl zbořen, kvůli svému havarijnímu stavu. Původní kostely sloužily pouze místní komunitě, po následné přestavbě dle Josefa Mockera a po zvětšení prostorů byl využíván i obyvateli z okolních vesnic. Pro místní občany byl kostel důležitý z náboženského, ale i kulturního hlediska. V roce 1876 farář předložil první stavební nástiny nového kostela. Po několika předlohách zakázku získal Josef Mocker, který dokázal vystavět nový kostel za dva roky. Dne 22. září 1892 bylo začato kopání základů pro nový kostel. Peníze byly získány za čtyř zdrojů, jedním z nich je sbírka místních farníků a občanů. Dne 20. září 1894 po dostavbě kostela byla provedena konsekrace Jeho Eminencí arcipastýřem Františkem de Pauli, hrabětem Schönborn, kardinálem knězem Svaté církve římské. Jeho Eminence přivezla ostatky třech světců: sv. Jana Nepomuckého, sv. Cecilie a sv. Viktora. Tyto ostatky byly při konsekraci vloženy do oltáře.
Kostel sv. Markéty neprošel příliš velkými vnějšími změnami. V 70. letech 20. století byla nahrazena původní prejzová krytina za plechovou krytinu světlé barvy. Kvůli ochraně oken, před možným vysklením, byla z vnější strany přes okna umístěna drátěná síť tmavé barvy. Od prosince 2021 je kostel večer osvětlen.

## Popis architektonického exteriéru
Sv. Markéta dle návrhu Josefa Mockera je obložena pálenými neomítnutými cihlami. Kostel má věž na západním průčelí s hodinami a zvonem. V roce 1930 vysvětil arcibiskup Kordač nový zvon, který však nyní není používán. Věž je zdobena čtyřmi římsami začínající cihelným zubořezem. Okna na věži jsou malá, obdélná a jsou zvýrazněna cihelným překladem. V úrovni zvonu jsou dvě lomená okna oddělena pilířem a jsou také zvýrazněné cihelným obkladem.
Okna na jižním a severním průčelí v novogotickém stylu jsou zhotovena s lomeným obloukem, vitráží a kamenným trojlistem se dvěma jeptiškami v jejím vrcholu. Dále zde můžeme najít opěrný systém ukončený kamennou střechou s odstupňovaným uložením.
Na jižní straně průčelí se nachází hlavní vstup do kostela, který je zdůrazněn kamenným lomeným obloukem s oblouny a výžlabky.
Ve východním průčelí, ve kterém se nachází presbytář je také opěrný systém. Lomená okna jsou daleko vyšší a užší než okna předchozí, ale tentokrát pouze s kamennou jeptiškou. Presbytář je rozdělen dvěma římsami, které jsou zčásti kamenná a začínají cihelným zubořezem. Hlavní loď kostela je vyšší než presbytář. Štít lodi je zdoben kamennou římsou s odstupňovaným uložením a slepými okny.
Celá stavba je postavena na vyvýšeném kamenném soklu. Loď kostela je vyztužena venkovním opěrným systémem, typickým pro gotický sloh.

## Popis architektonického interiéru
Jednolodní kostel je po celé šíři zdoben čtyřmi křížovými klenbami s kamennými žebry, do kterých jsou vytesány oblouny a výžlabky. Žebra kleneb se sbíhají do vrcholových kruhových svorníků a jsou ukončeny jehlancovými konzolami. Presbytář kostela má navazující křížovou klenbu v jednom poli a poté je zakončen klenbou paprsčitou. Žebra jsou rovněž svedena na jehlancové konzoly.

## Popis zařízení v interiéru
Sám architekt Josef Mocker navrhl vnitřní interiér i design jednotlivých kusů nábytku ve stejném stylu. Mockerovy návrhy zhotovil řezbář Mráz. Mezi tyto věci patří: novogotický oltář, zpovědnice, kazatelna, lavice v lodi i nábytek v sakristii. Všechen řezbářský nábytek je vyroben z dubového dřeva. Při konsekraci byl kostel vybaven dvanácti bronzovými svícny, které byly zasazené nad dvanáct konsekračních křížů. Jedna z významných hodnot kostela jsou varhany.

## Zajímavosti
„Dne 20. 9. 1894. slavili jsme u nás slavnost, na niž obec naše nikdy nezapomene a již potomstvo naše povždy  žehnati bude. Velkomyslným přičiněním Jeho Eminencí nejdůstojnějšího pána kardinála a arcibiskupa Františka hraběte ze Schonbornů postaven totiž naší chudé vesničce na místě starého sešlého nový velkolepý chrám dle plánu architekta p. J. Mockera v slohu gotickém a v tak ušlechtilých formách, že opravdu srdce plesá při pohledu na tu novou svatyni. Mohutná věž s hodinami v čele toho chrámu hlásati bude po věky bohumilou štědrost pečlivého arcipastýře, pod jehož patronátem se týž chrám náš nachází.“

## Fotogalerie

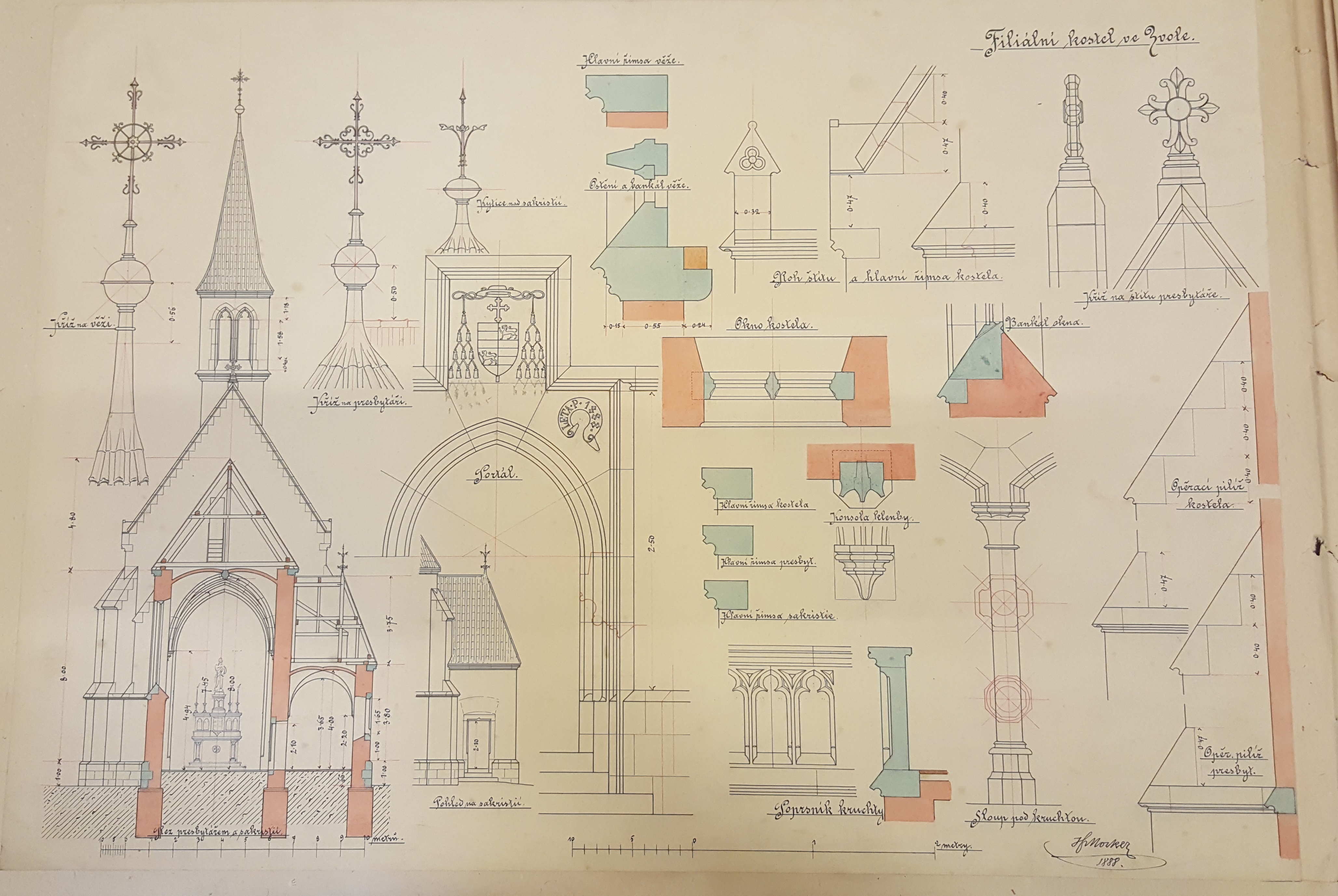
Detaily kostela
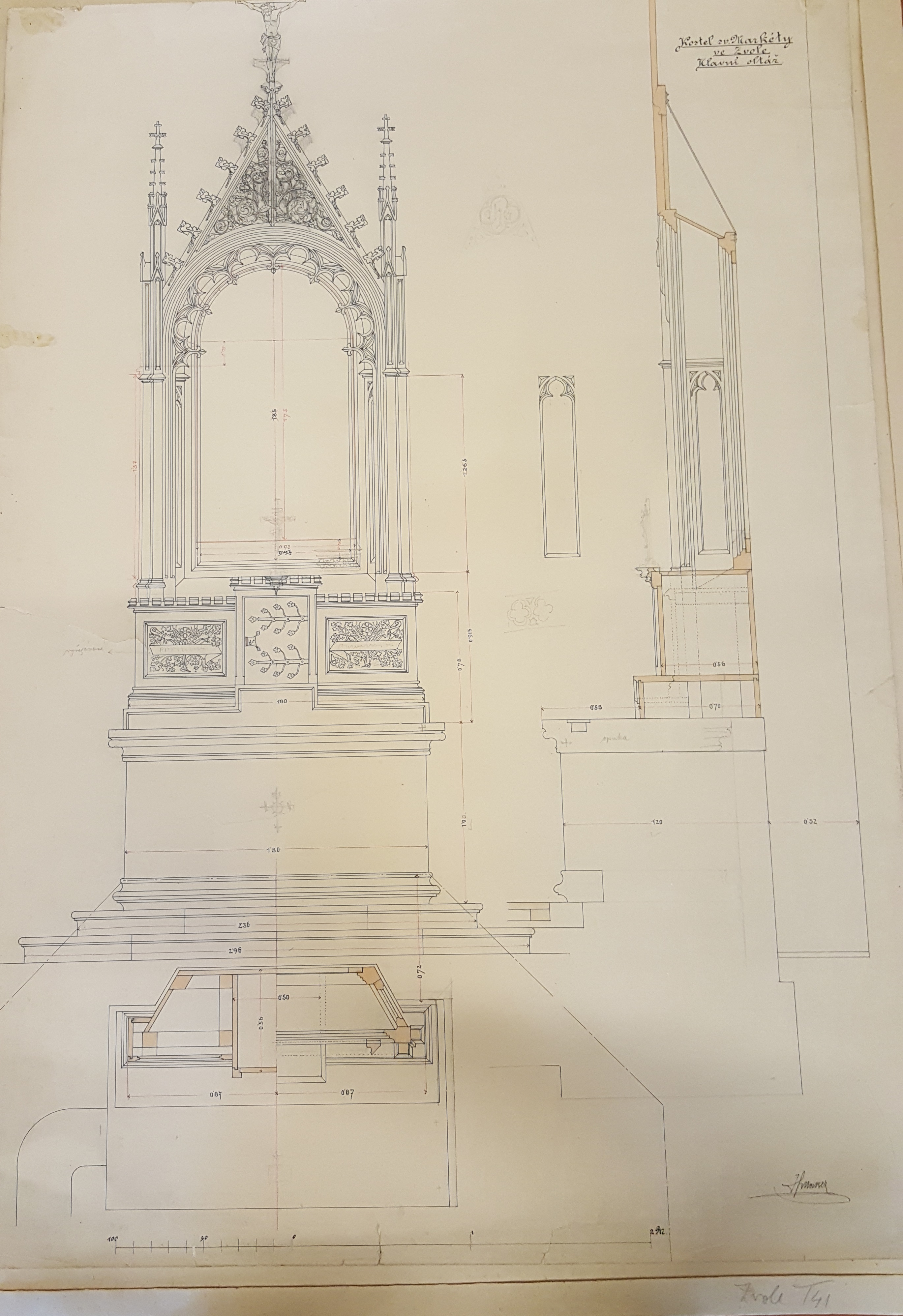
Hlavní oltář
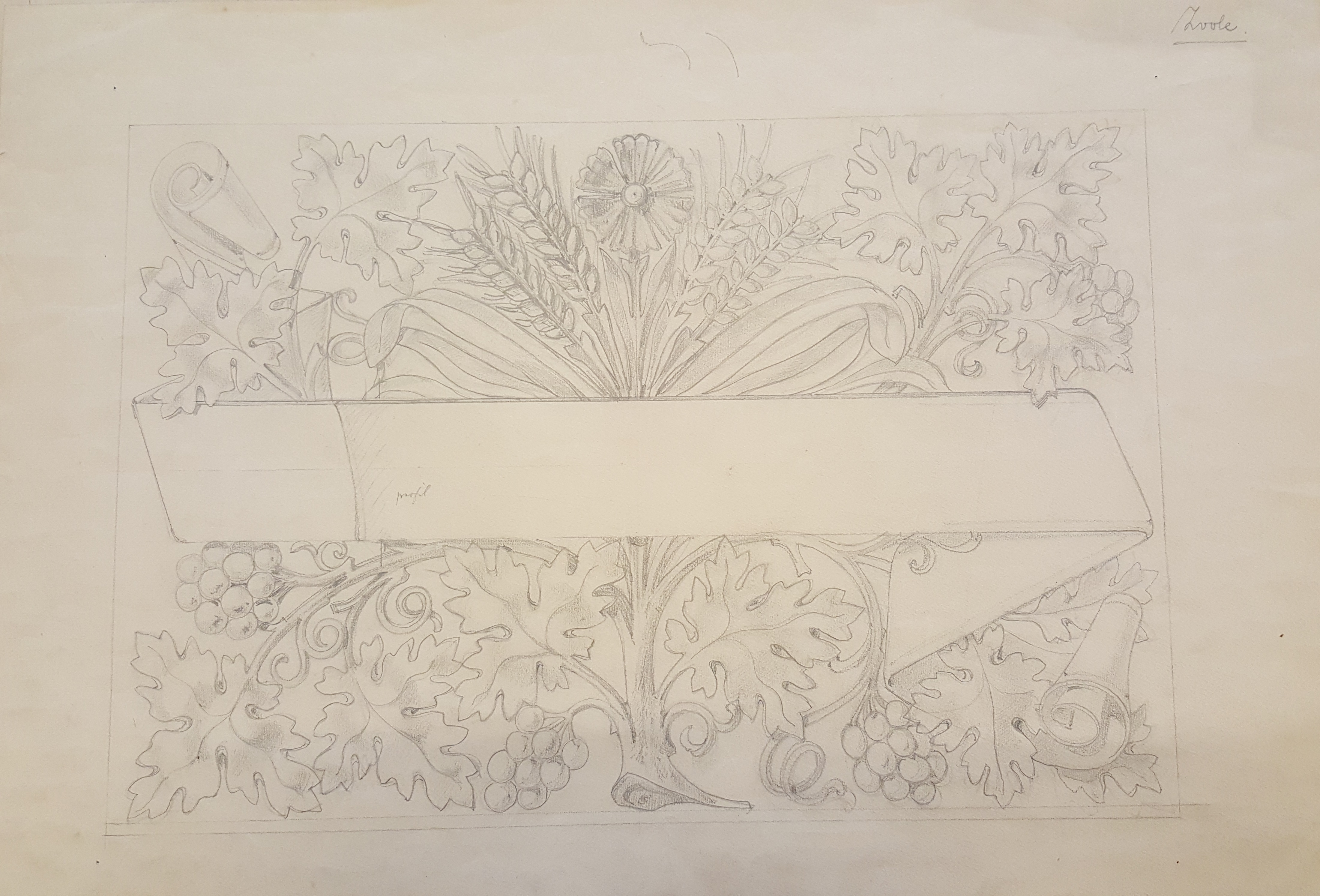
Kresba řezby
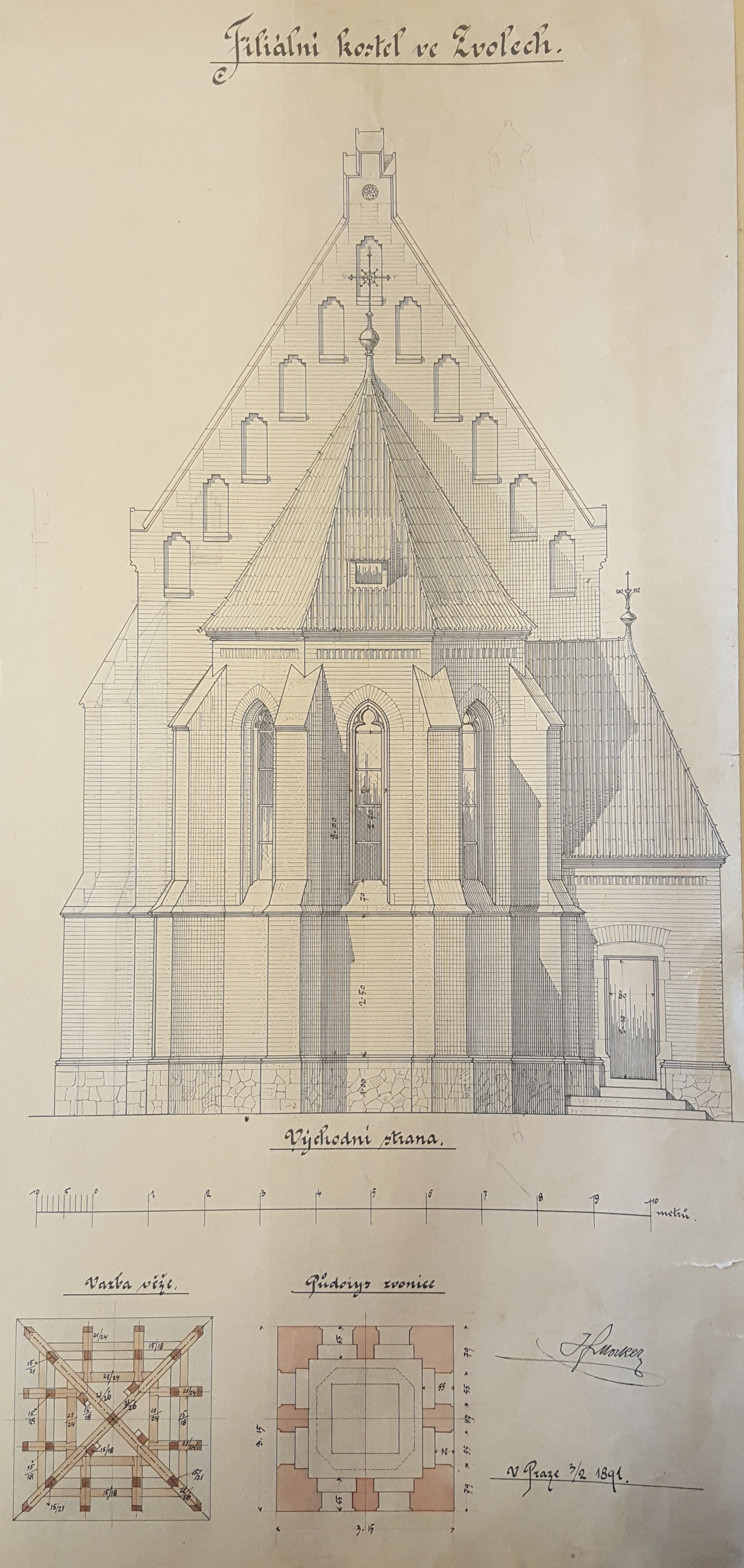
Pohled východní
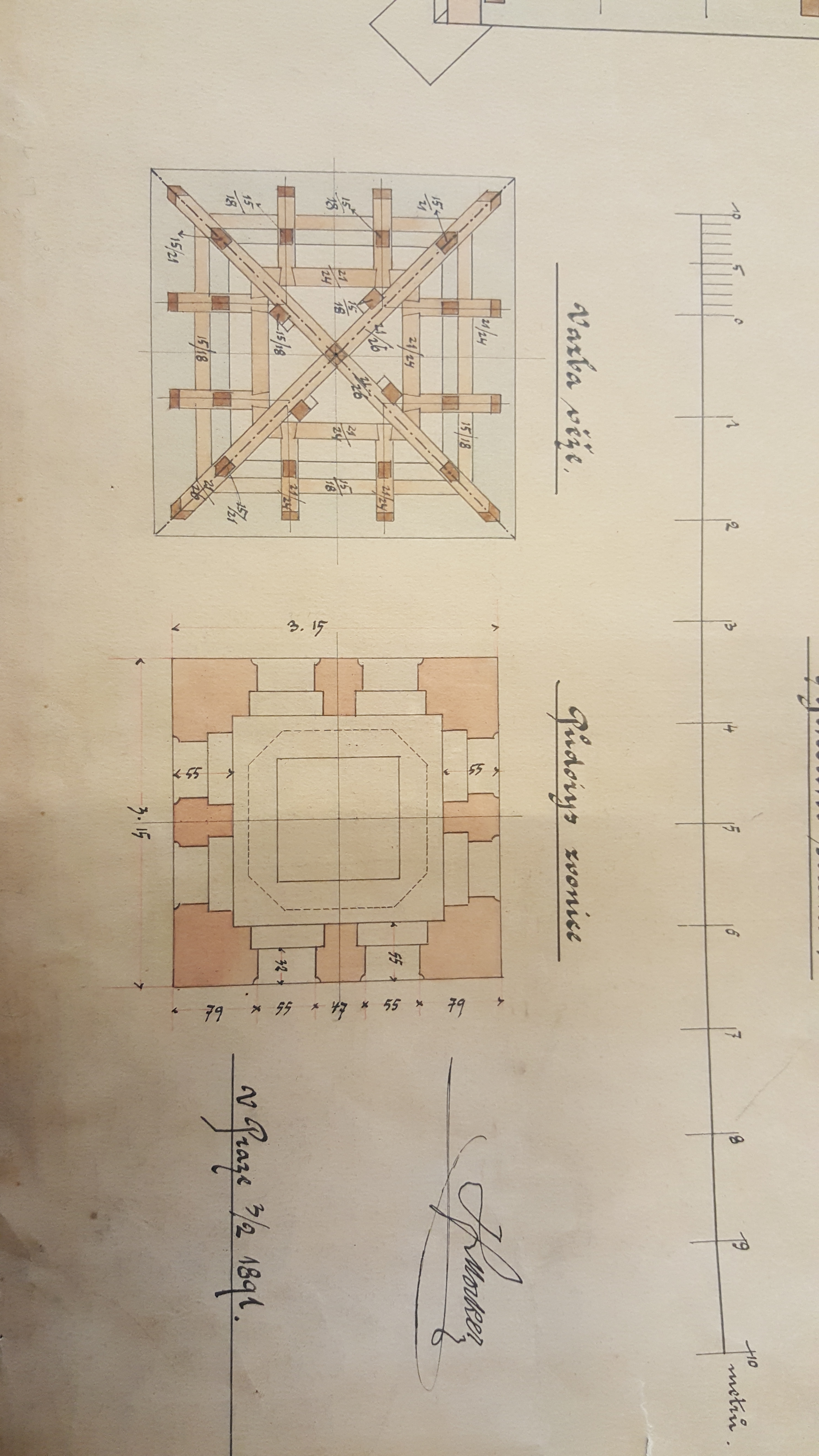
Zvonice
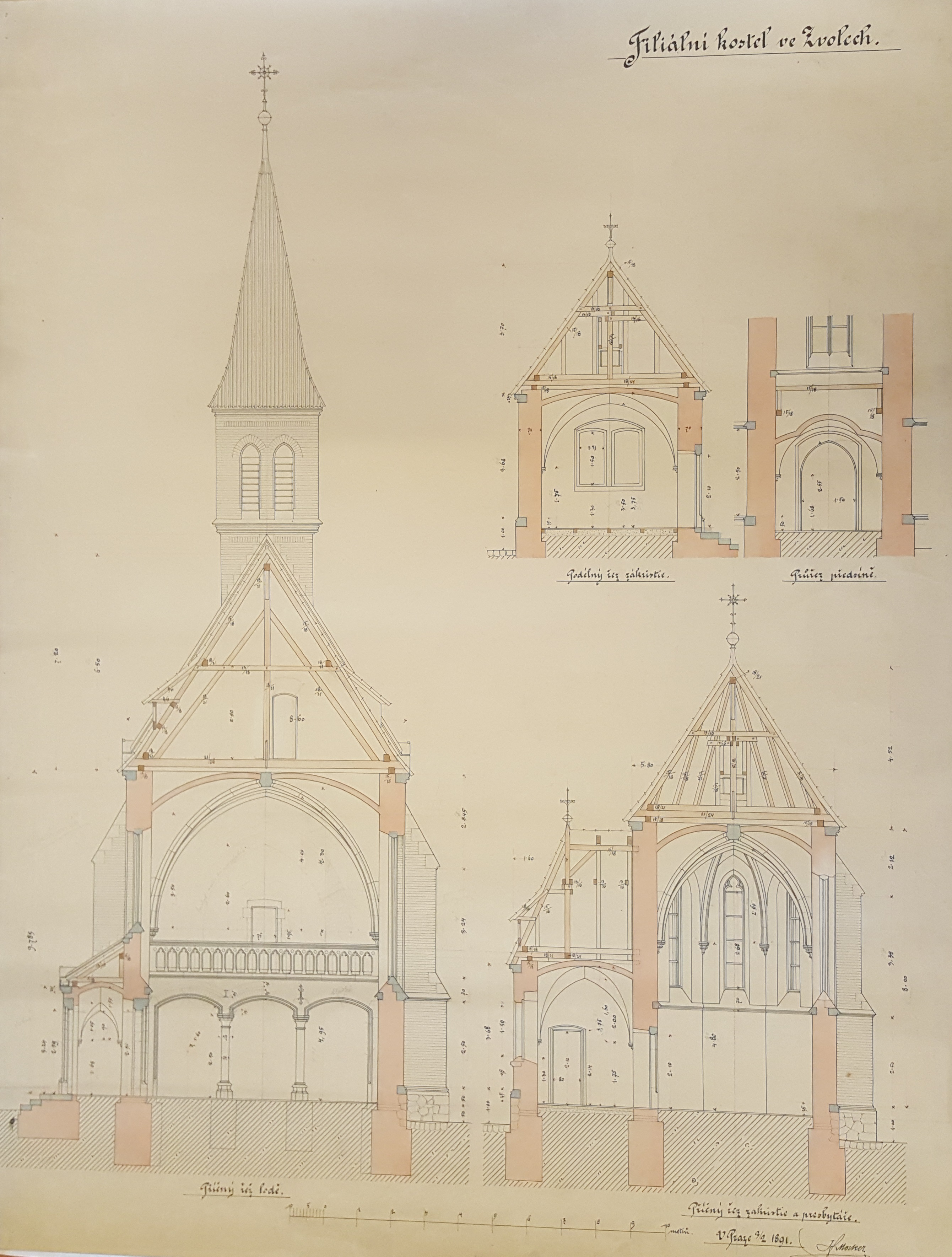
Příčné řezy kostelem sv. Markéty
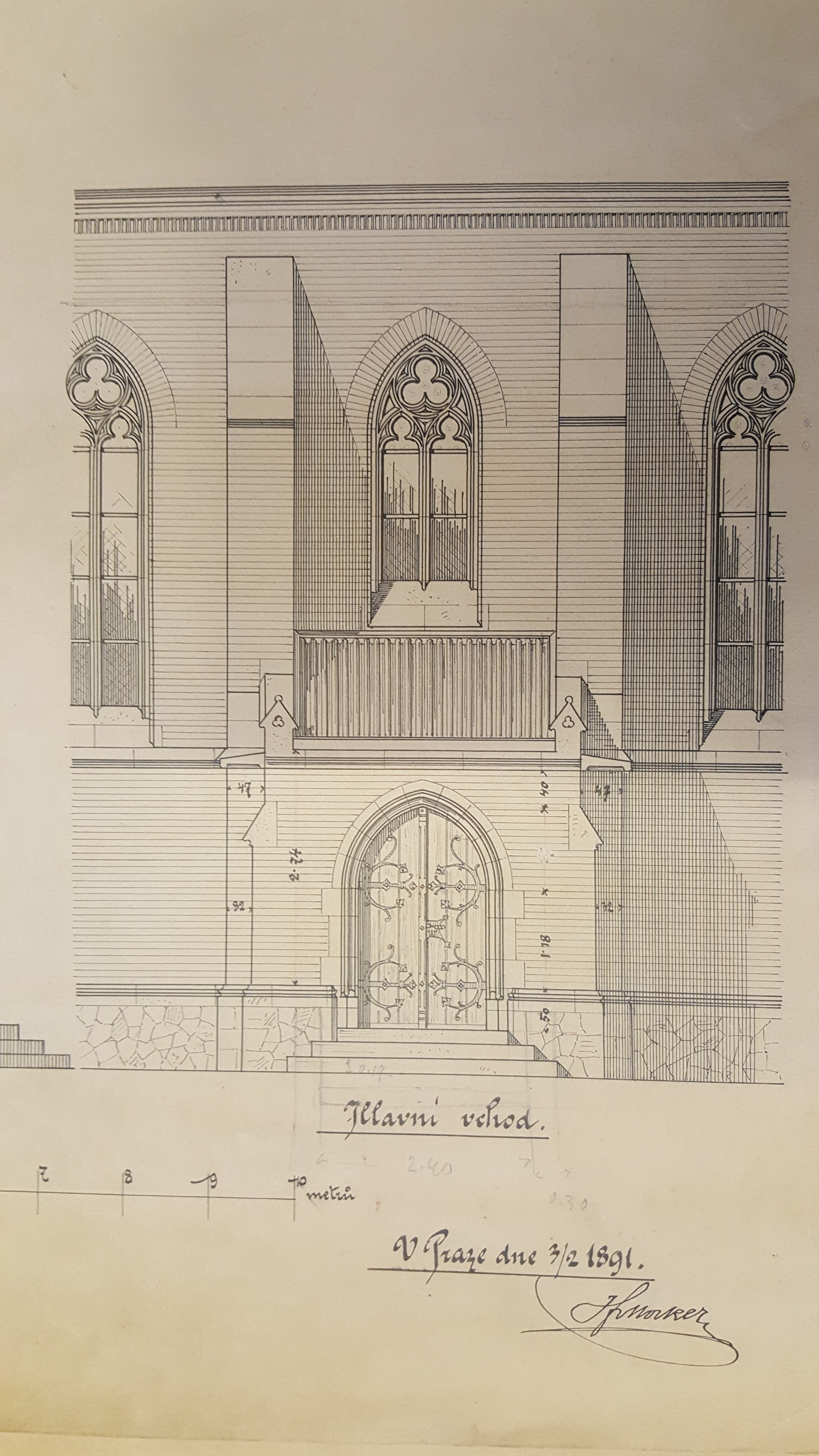
Hlavní vstup z jižní strany kostela
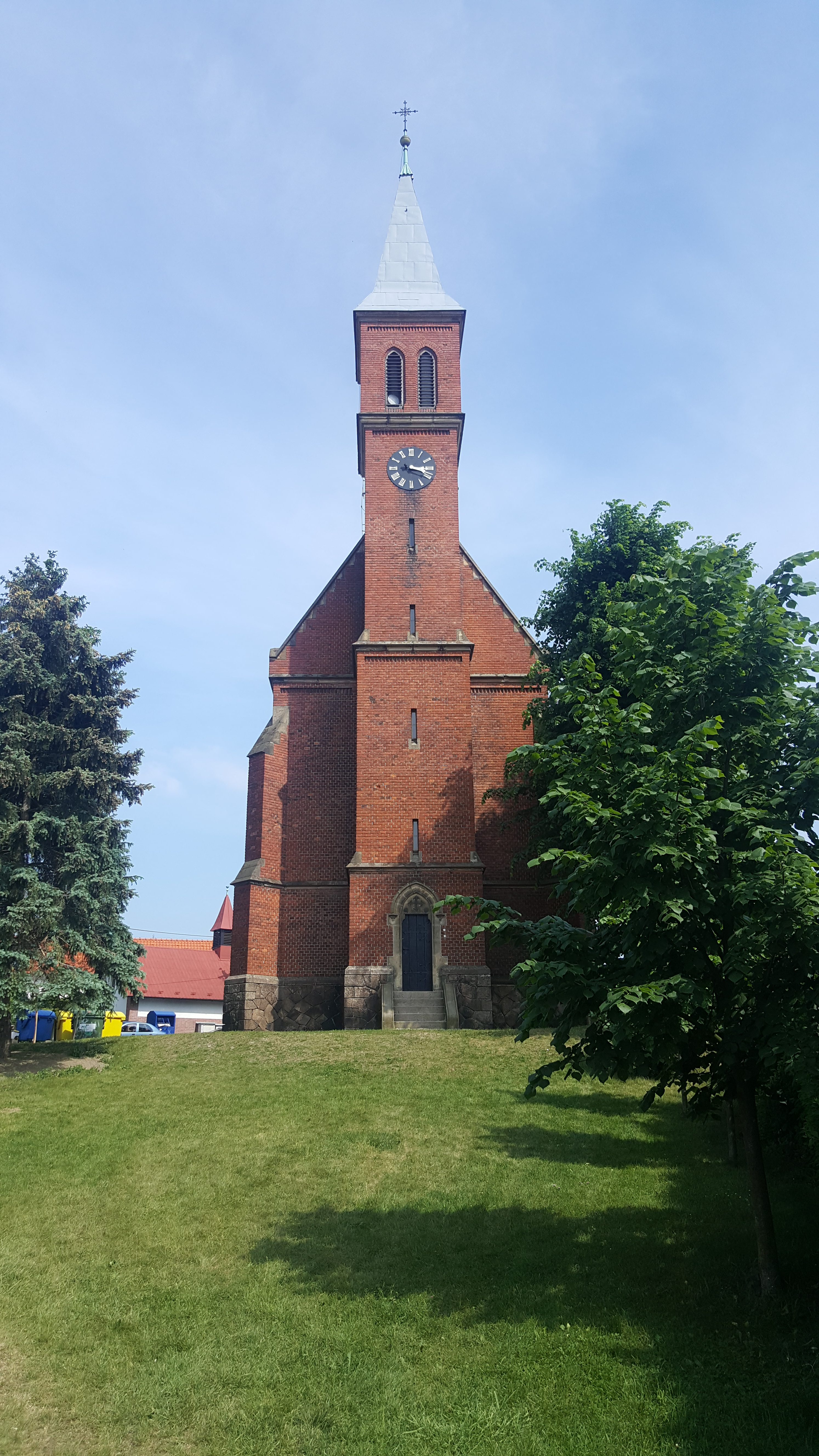
Západní průčelí
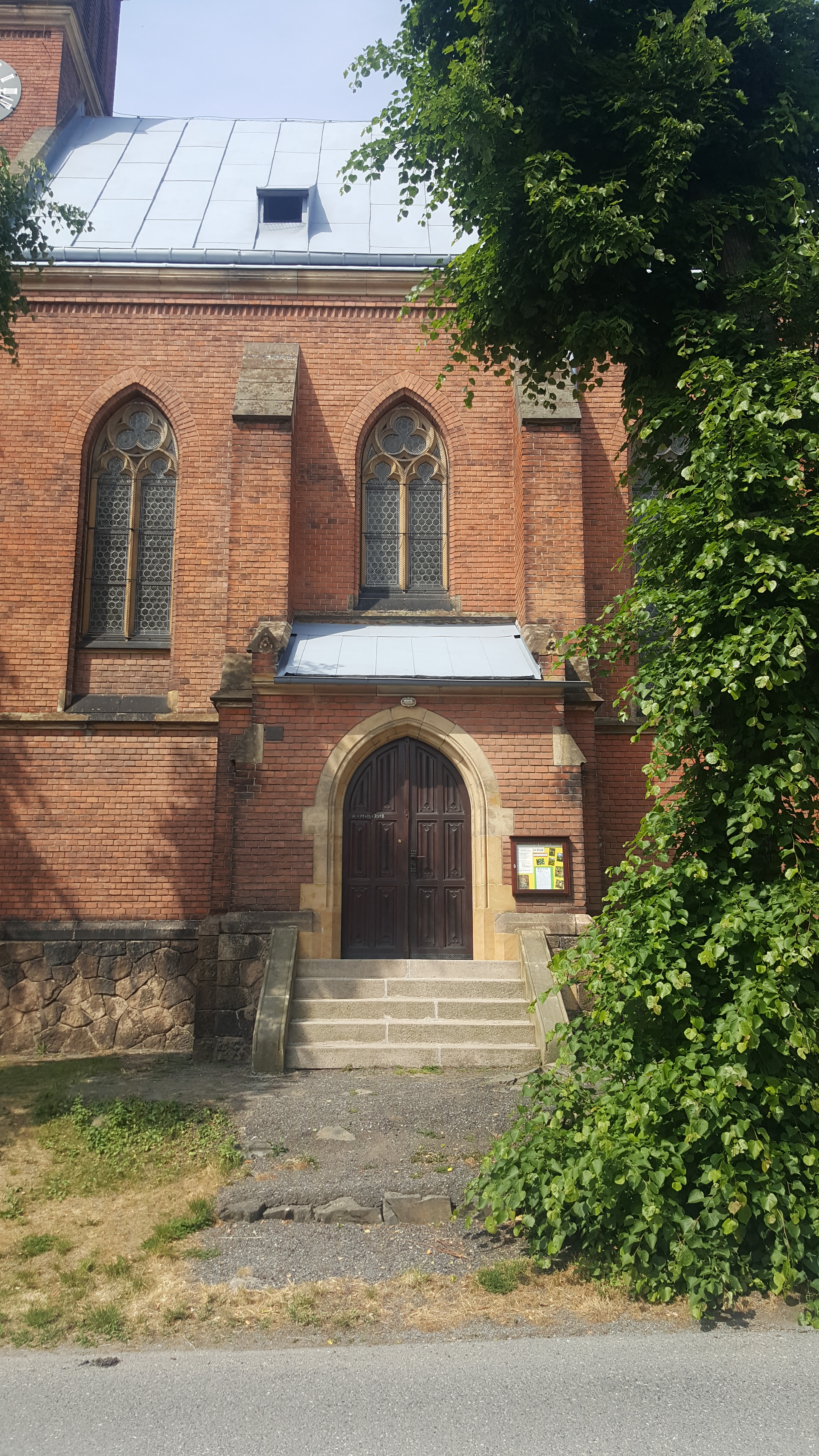
Hlavní vstup do kostela
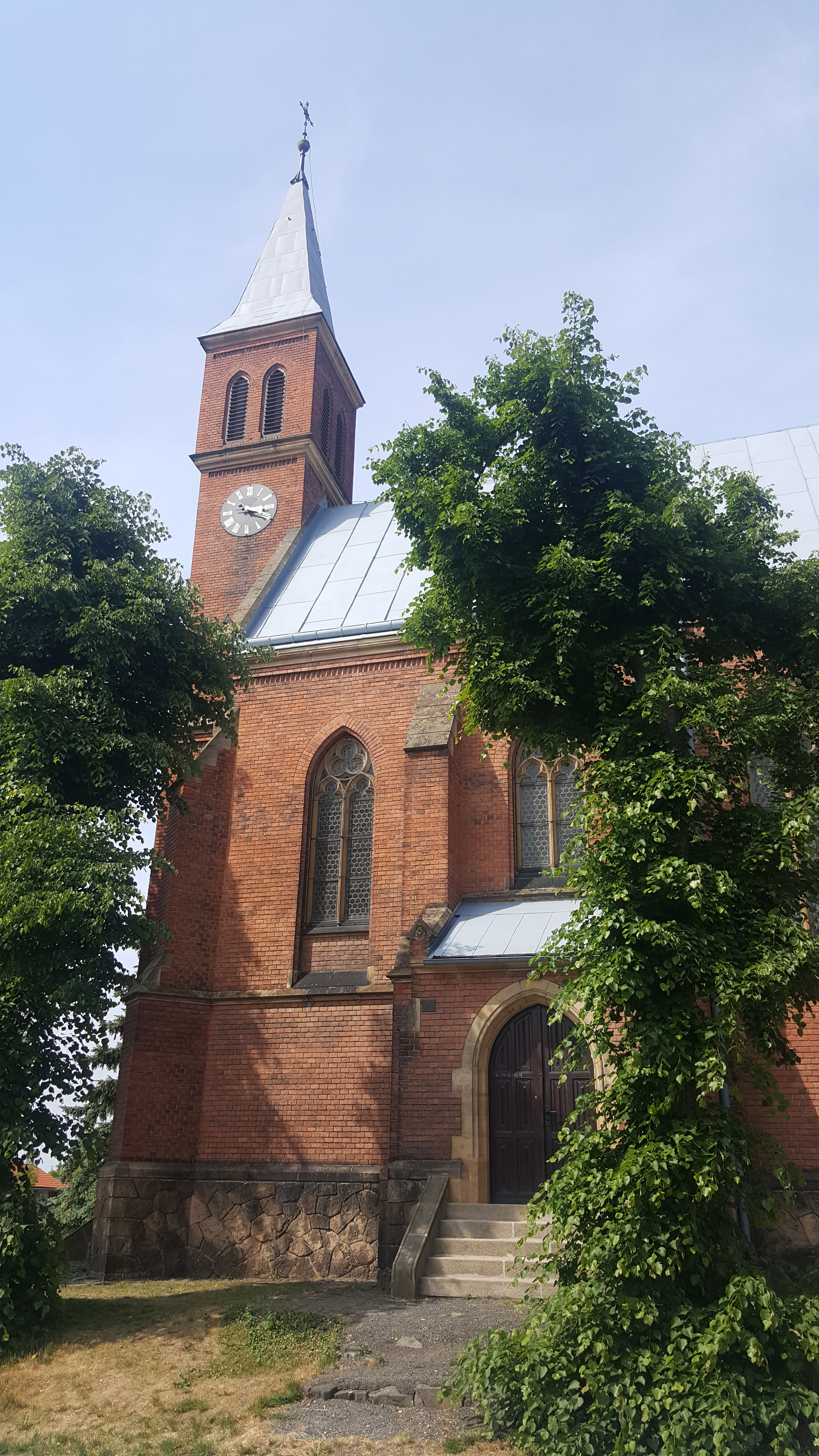
Věž kostela
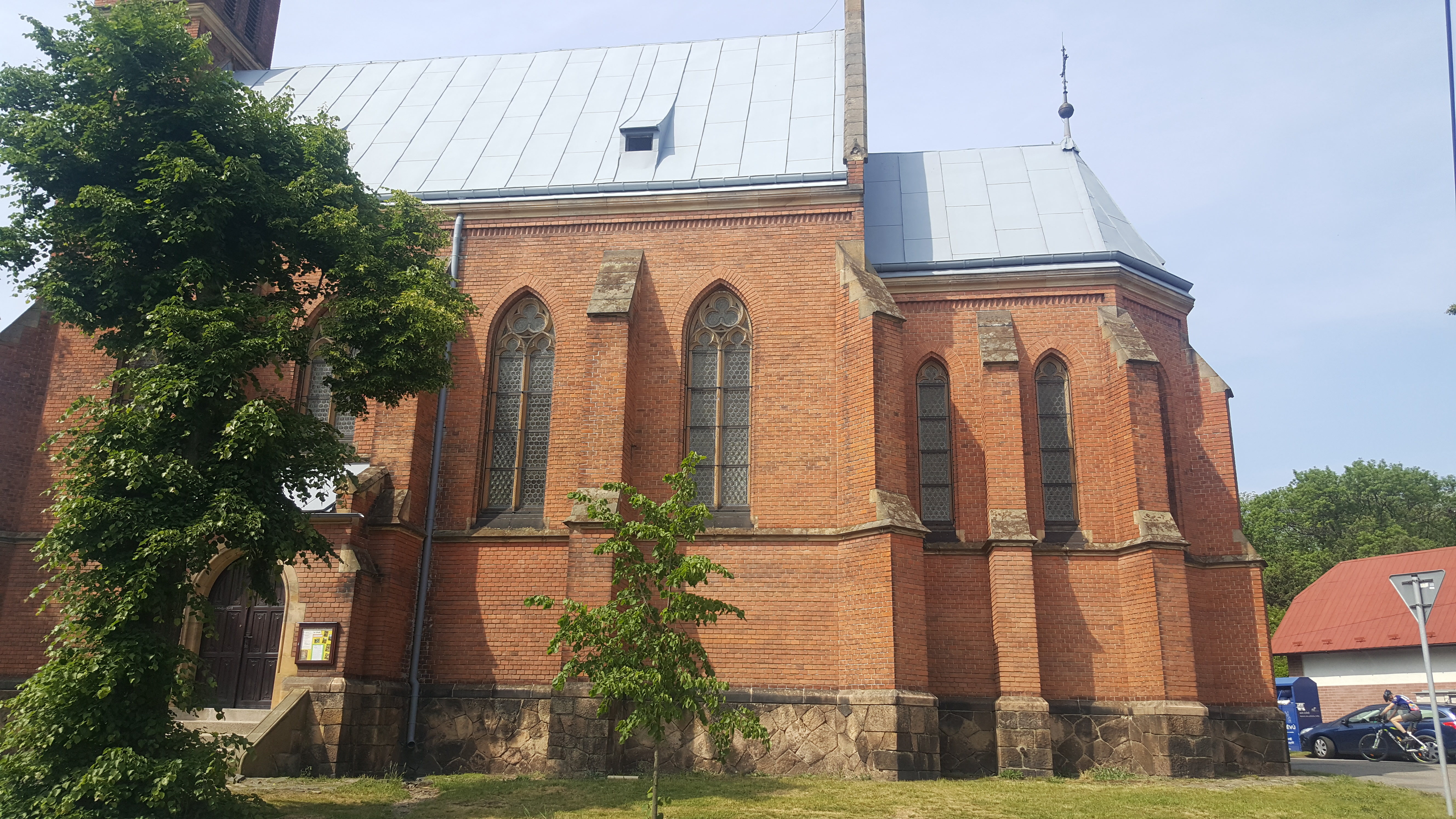
Opěrný systém
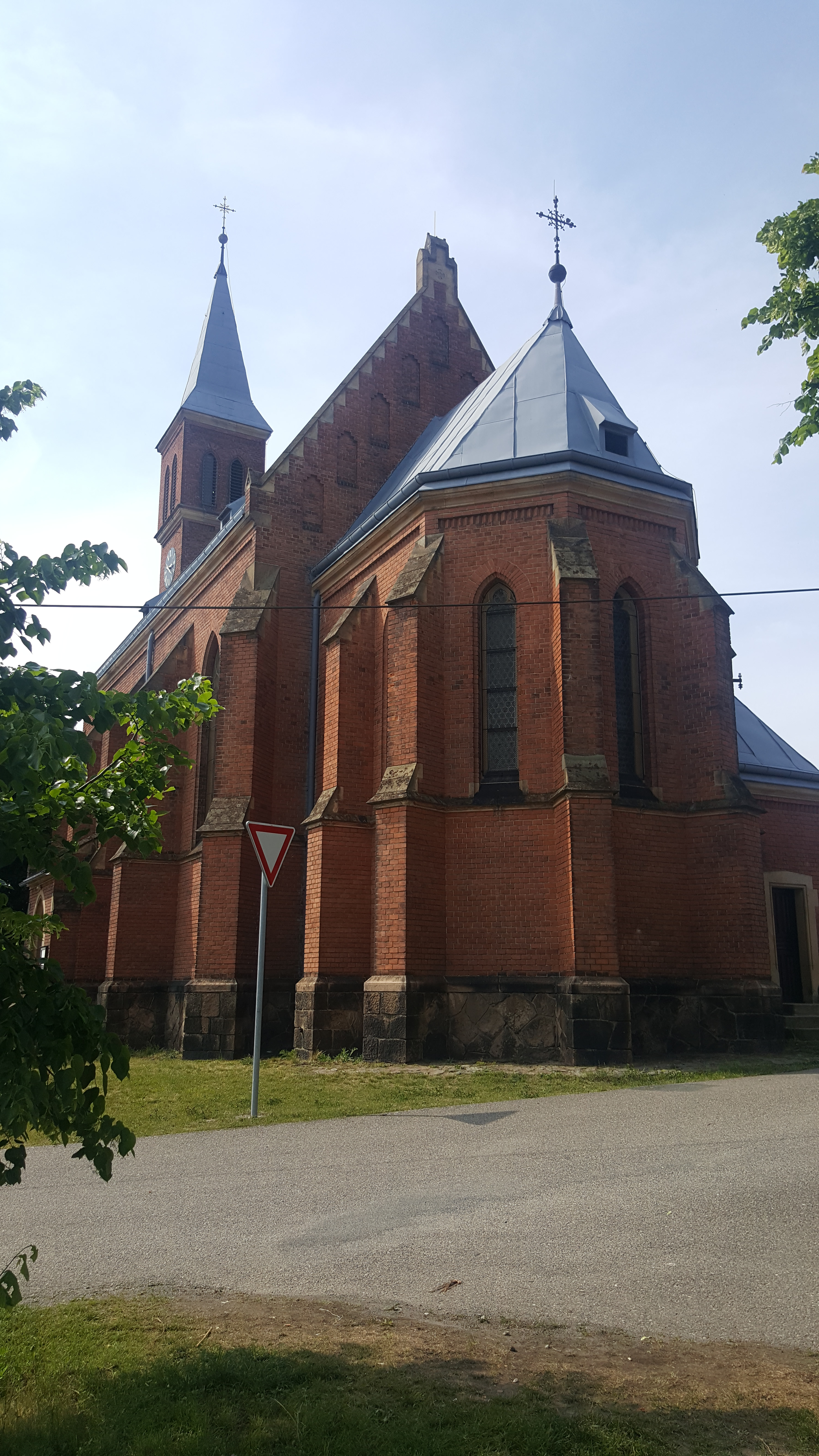
Východní strana s presbytářem
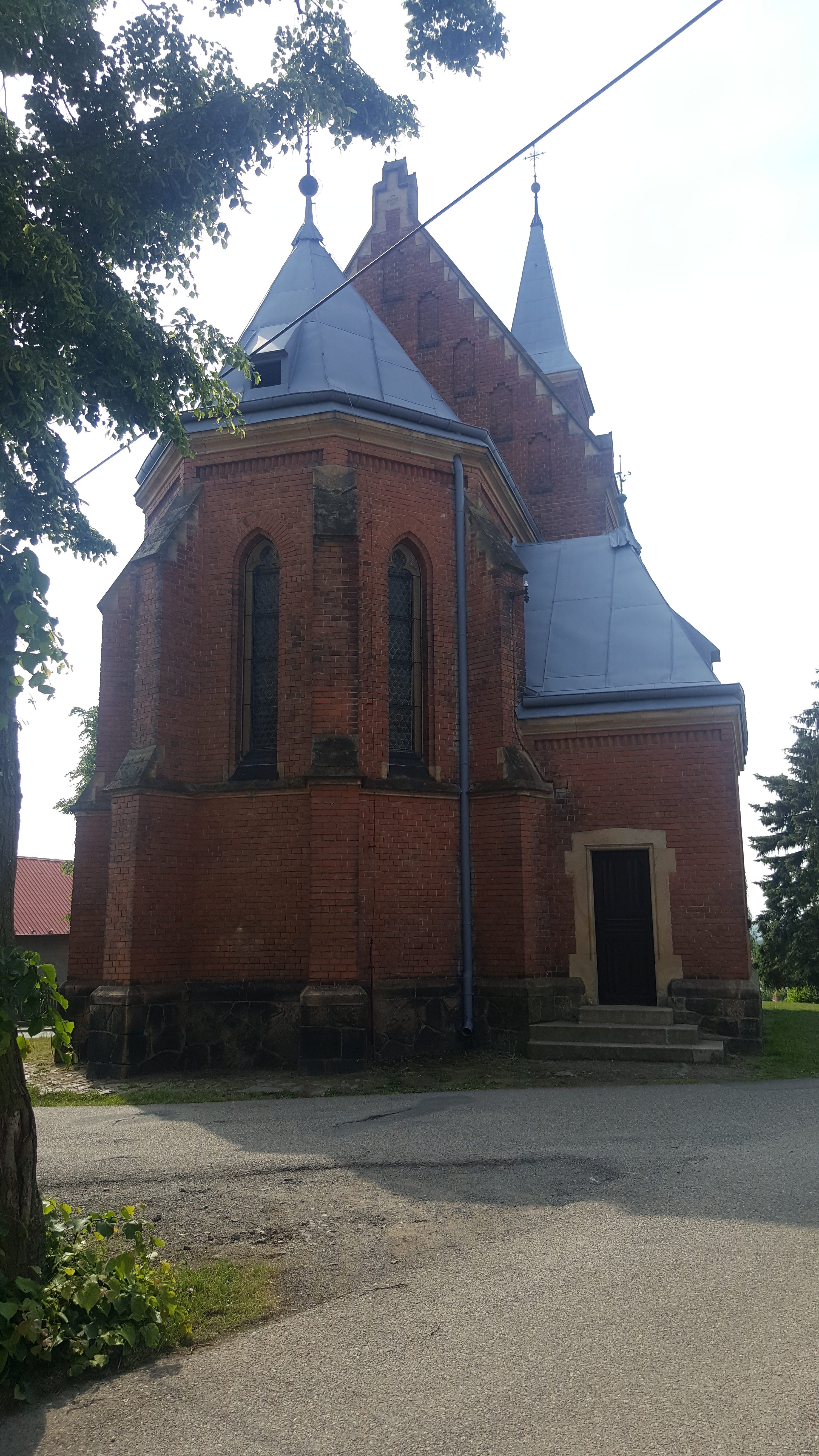
Východní strana kostela